# Cristina Marton
Cristina Marton (Reșița, 1974) è una pianista rumena.

## Biografia
Cristina Marton studiò con Georg Sava all'Hochschule für Musik Hanns Eisler a Berlino ed ha ricevuto premi in concorsi internazionali come il Concorso Clara Schumann di Düsseldorf, il Concorso Mozart di Salisburgo e il Concorso Martha Argerich di Buenos Aires.
La sua carriera è caratterizzata dal fatto che ha avuto lezioni private con pianisti come Alfred Brendel, Radu Lupu e Martha Argerich ed è ancora in stretto contatto con quest'ultima. Ha inoltre tenuto master class con pianisti come Karl-Heinz Kämmerling, András Schiff, Bruno Leonardo Gelber, Christian Zacharias, Yara Bernette (1920–2002), Arnulf von Armin (* 1947) e Stephen Kovacevich.
Ha tenuto concerti in varie città del mondo come Hong Kong, New York e Mosca e lavora con molte orchestre di fama mondiale.
Dal 2009 vive a Singen e insegna alla locale scuola di musica giovanile e al Leopold Mozart Center dell'Università di Augusta.